# Álvaro del Moral
Álvaro del Moral (Madrid, 9 de mayo de 1984) es un exfutbolista y entrenador español. Actualmente dirige al Atlético Levante Unión Deportiva de Tercera División RFEF, formando tándem con Héctor Rodas.

## Trayectoria

### Como jugador
Formado en las categorías inferiores del Atlético de Madrid, donde militó durante diez temporadas tras ser cedido a mitad de temporada en el mercado de invierno por la RSD Alcalá al término de la temporada 2004/05 quedó libre y ha ido jugando con varios equipos de la Segunda División B hasta debutar en la Liga Adelante de la mano del Levante UD y de Luis García Plaza, su entrenador en el Benidorm CD. Tras su periplo en la 2º División con el Levante UD recaló en la Unión Deportiva Melilla y en la temporada 2013-14 forma parte de la Real Sociedad Deportiva Alcalá, equipo que militaba en la Segunda División B de España, grupo primero.
En las siguientes temporadas jugaría en el UD Alginet de Territorial Preferente, Sociedad Deportiva Ejea de Tercera División de España y en el CD Buñol también de tercera donde jugó desde 2016 a 2018.

### Como entrenador
Tras colgar las botas en 2018, se formaría como entrenador y comenzó su trayectoria en las categorías inferiores del Levante UD en la temporada 2020-21, dirigiendo al infantil de Liga Autonómica.
En la temporada 2021-22, dirige al equipo cadete del Patacona C.F. que milita en Liga Autonómica.
En la temporada 2022-23, firma como segundo entrenador del Atlético Levante Unión Deportiva de Tercera División RFEF.
El 12 de julio de 2023, se convierte en primer entrenador del Atlético Levante Unión Deportiva de Tercera División RFEF, formando tándem con Héctor Rodas.

## Carrera

### Como jugador
| Club                      | División                   | País   | Temporada  | Partidos | Goles |
| ------------------------- | -------------------------- | ------ | ---------- | -------- | ----- |
| Club Atlético de Madrid B | Segunda B                  | España | 2003-2005  | 9        | 0     |
| RSD Alcalá                | Segunda B                  | España | 2005       | 18       | 3     |
| CD Linares                | Segunda B                  | España | 2005- 2006 | 25       | 0     |
| Club Deportivo Baza       | Segunda B                  | España | 2006- 2007 | 30       | 9     |
| Benidorm CD               | Segunda B                  | España | 2007- 2008 | 37       | 13    |
| Levante UD                | Segunda División           | España | 2008- 2009 | 23       | 1     |
| Levante UD                | Segunda División           | España | 2009- 2010 | 2        | 0     |
| UD Logroñés               | Segunda B                  | España | 2010- 2011 | 33       | 4     |
| UD Melilla                | Segunda B                  | España | 2011- 2012 | 17       | 1     |
| RSD Alcalá                | Segunda B                  | España | 2012-2013  | 17       | 1     |
| UD Alginet                | Territorial Preferente     | España | 2014-2015  |          |       |
| Sociedad Deportiva Ejea   | Tercera División de España | España | 2015-2016  |          |       |
| CD Buñol                  | Tercera División de España | España | 2016-2018  |          |       |

### Como entrenador
| Club                                             | División  | País   | Temporada |
| ------------------------------------------------ | --------- | ------ | --------- |
| Atlético Levante Unión Deportiva (2º entrenador) | Segunda B | España | 2022-2023 |
| Atlético Levante Unión Deportiva                 | Segunda B | España | 2023-     |